# 柳树胡同
柳树胡同，是位于北京市西城区中部的一条胡同。现已无存。

## 简介
柳树胡同为东西走向，东起西嘉祥里，西到复兴门南大街。明朝属阜财坊，清朝属镶黄旗。原来称“柳树井胡同”，1965年北京市整顿地名时改称“柳树胡同”。1980年代至1990年代拆除，原址成为电教大楼，为中国教育电视台等单位的办公地点。
中华人民共和国成立前，画家李苦禅在北京先后居住在平安里前车胡同（王森然家）、前门老爷庙、西便门内柳树井2号（李苦禅第二位夫人凌嵋琳家）等地。其中，柳树井2号是李苦禅在北京居住时间最长的住所。